# Electric Callboy
Electric Callboy (voorheen Eskimo Callboy) is een Duitse metalcore/electronicoreband afkomstig uit Castrop-Rauxel.

## Geschiedenis
De band werd opgericht in 2010 en bracht datzelfde jaar nog zijn gelijknamige debuut-ep uit. Ter promotie verzorgde de band het voorprogramma van andere Duitse bands als We Butter the Bread with Butter, Neaera en Callejon. Op 23 maart 2012 bracht de band zijn debuutalbum Bury Me in Vegas uit via Redfield Records. Later dat jaar toerde de band voor de Geki Rock Tour door Japan, waarna de band ook enkele shows gaf in Rusland en China. In oktober en november van 2012 verzorgde de band wederom het voorprogramma van Callejon gedurende hun toer door Duitsland en Oostenrijk. Op 10 november 2012 raakten bij de laatste show van die toer in Keulen negen mensen gewond toen een deel van het plafond op het publiek viel.
In april van 2013 toerde de band naast de Kottonmouth Kings voor het eerst door de Verenigde Staten. Later dat jaar werd de band verkozen in de categorie beste nieuwkomer bij de Duitse Metal Hammer Awards. Op 10 januari 2014 volgde het tweede album van de band, We Are the Mess getiteld. Het album werd geproduceerd door Kristian Kohlmannslehner en opgenomen in de Kohlekeller Studios. Ter promotie toerde de band door Japan en Europa, met ondersteuning van onder meer Iwrestledabearonce en Her Bright Skies.
Op 1 november 2019 verscheen het vijfde album van de band, Rehab geheten. Ter promotie toerde de band door Europa met de Rehab European Tour 2019. Op 12 februari 2020 maakte de band via zijn socialemediakanalen bekend dat zanger Sebastian "Sushi" Biesler de band zou verlaten, om zich richten op een eigen project getiteld Ghostkid. Op 24 april van datzelfde jaar maakte Kevin Ratajczak via YouTube bekend dat de zoektocht naar een nieuwe zanger beëindigd is. Hij maakte de naam van de nieuwe zanger echter niet bekend. In een video gepubliceerd op 4 juni 2020 maakte de band bekent dat Nico Sallachde nieuwe zanger is. Op 19 juni 2020 brachten ze hun single "Hypa Hypa" uit. 
Op 9 maart 2022 maakte de band bekend dat ze als Electric Callboy verder gaan.

## Bezetting
Huidige formatie
- Kevin Ratajczak – Zang (grunts en screams), keyboards, programmering (2010–heden)
- Nico Sallach - Zang (clean en unclean)  (2020–heden)
- Daniel "Danskimo" Haniß – leadgitaar (2010–heden)
- Pascal Schillo – slaggitaar, achtergrondzang (2010–heden)
- Daniel Klossek – bas, achtergrondzang (2010–heden)
- Frank Zummo – drums (2025-heden)

Voormalige leden
- Michael "Micha" Malitzki – drums (2010–2012)
- Sebastian "Sushi" Biesler – zanger (2010–2020)
- David-Karl Friedrich – drums (2012-2025)

Tijdlijn

## Discografie
Studioalbums
- 2012 - Bury Me In Vegas
- 2014 - We Are The Mess
- 2015 - Crystals
- 2017 - The Scene
- 2019 - Rehab
- 2022 - Tekkno

Ep's
- 2010 - Eskimo Callboy EP
- 2020 - MMXX

### De Zwaarste Lijst
| Nummer   | 2009* | 2010* | 2011* | 2012* | 2013 | 2014 | 2015 | 2016 | 2017 | 2018 | 2019 | 2020 | 2021 | 2022 | 2023 | 2024 | 2025 |
| -------- | ----- | ----- | ----- | ----- | ---- | ---- | ---- | ---- | ---- | ---- | ---- | ---- | ---- | ---- | ---- | ---- | ---- |
| Pump It  | -     | -     | -     | -     | -    | -    | -    | -    | -    | -    | -    | -    | -    | -    | -    | 57   | 42   |
| Ratatata | -     | -     | -     | -     | -    | -    | -    | -    | -    | -    | -    | -    | -    | -    | -    | -    | 57   |

- Tot 2012 had de Zwaarste Lijst 70 plaatsen. Dit werd vanaf 2013 verminderd tot 66. In 2021 en 2022 bevatte de lijst 666 plaatsen.